# Iranistik

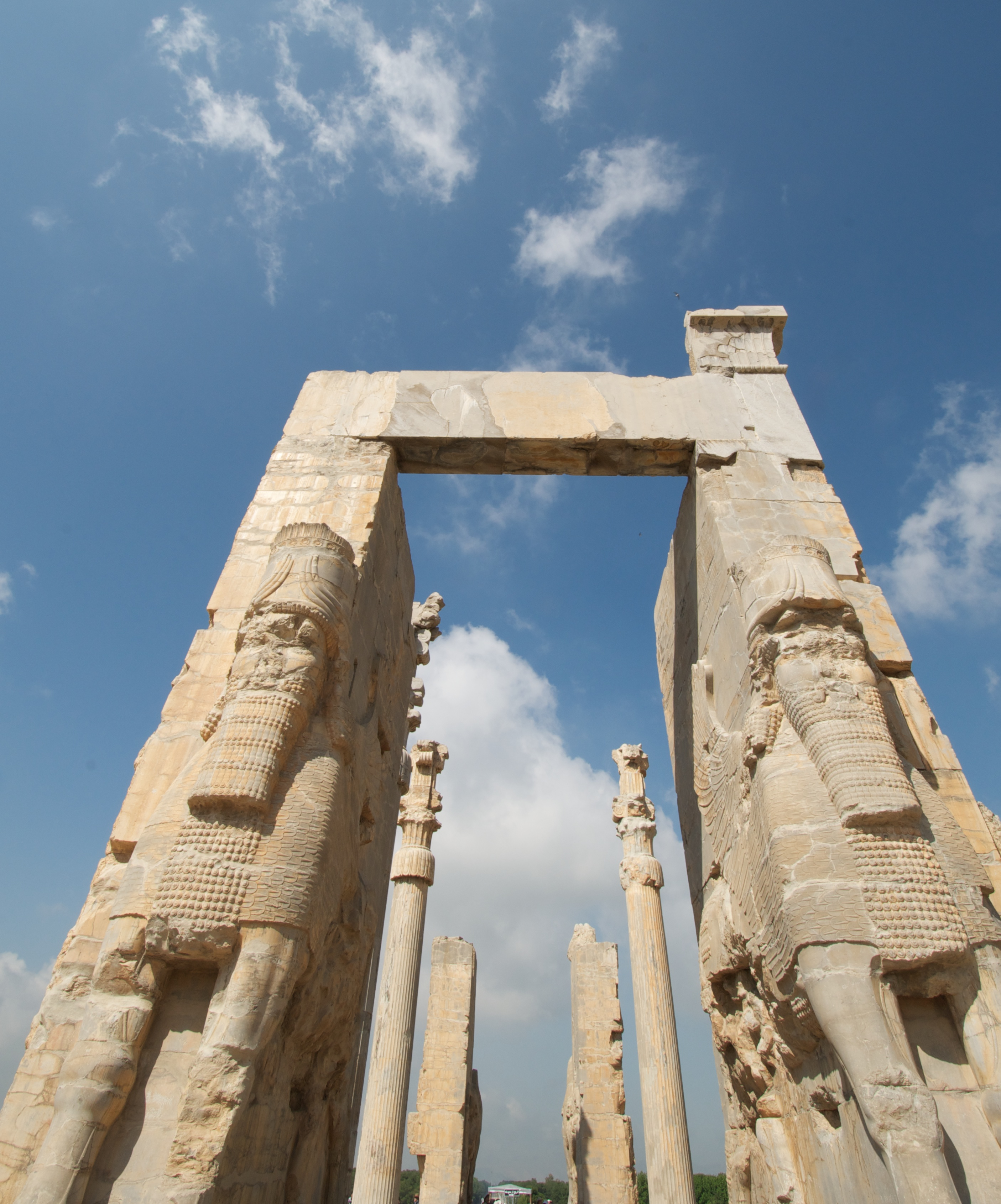
Alla Nationers Port, uppförd ca 475 f.Kr. av Xerxes I, i Persepolis, Iran.

Iranistik (persiska: ايران‌شناسی - Irānšenāsi), är en för språkvetenskap och kulturvetenskap tvärvetenskaplig forskningsriktning, i allmänhet i betydelsen forskning om Stor-Iran och de iranska folkens språk, kulturer och historia. Den som bedriver forskning inom detta område kallas iranist. Till de iranska folken hör bland andra perser, tadzjiker, pashtuner, balucher, kurder, hazara, parser och osseter. Termerna iranistik, iranologi, iranska studier och iranska språk används mer eller mindre synonymt i internationella sammanhang. Iranistik ingår i den vetenskapliga samlingsbeteckningen orientalistik.
I Sverige bedrivs iranistik vid Uppsala universitet. Undervisning i persiska språket ges emellanåt även vid Stockholms universitet. Framstående svenska iranister är H.S. Nyberg, Geo Widengren, Carl Nylander, Bo Utas och Ashk Dahlén.

## Iranistik i Iran
Under 1900-talet framträdde flera berömda iranister vid Teherans universitet i Iran, däribland språkvetaren och historikern Ali Akbar Dekhoda och antikkännaren Ebrahim Pourdavoud. Dehkhoda initierade ett encyklopediskt projekt där man samlade och katalogiserade all befintlig historisk information inom iranistikens område. Resultatet av hans forskning publicerades senare i Loghatnama-ye Dekhoda (Dekhodas lexikon). Pourdavoud innehade den första professuren i antika iranska språk och kulturer vid Teherans universitet. Han gjorde den första översättningen av Avesta till nypersiska. Till andra framstående iranister från denna period hör litteraturvetaren Zabihullah Safa och den framstående kännaren av det forntida Persien, Ahmad Tafazzoli.  I Iran har det även givits ut flera publikationer inom iranistikens område, såsom Sokhan, Rudaki, Yaghma och Kelk. Den främsta tidsriften idag är Bokhara som grundades av Ali Dehbashi och Iraj Afshar.

## Iranistik i Europa och Nordamerika

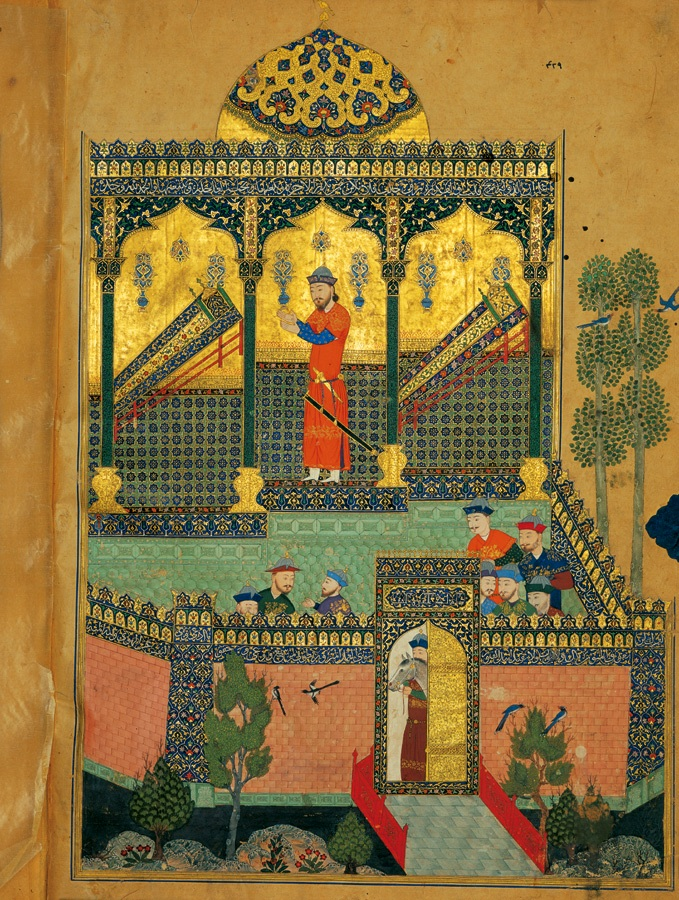
Miniatyrmålning ur den timuridiske härskaren Sultan Baysunghurs Shahnameh (1430)

Göttingens universitet grundade som första universitet i Europa undervisning och forskning inom iranistik 1903. Tyskland står i täten i Europa inom forskningsområdet. En av de främsta pionjärerna inom tysk iranistik var Ernst Herzfeld som under 1900-talets första hälft ledde flera arkeologiska utgrävningar i Iran och studerade iranska fornminnen. 
Det finns också starka forskningstraditioner inom iranistiken i Frankrike, Italien, England, Polen, Ungern och Danmark. European Iranologist Society (Societas Iranologica Europea) arrangerar kontinuerliga symposium och konferenser runtom i världen som samlar iranister. I England bedrivs iranistik bland annat vid Oxford University, Durham University och SOAS i London. I Frankrike är iranistiken koncentrerad till Sorbonne Nouvelle i Paris med forskare som historikern Pierre Briant och sociologen Yann Richard.
Den förste framstående iranisten i Nordamerika var professor A. V. Williams Jackson (1862-1937), professor vid Columbia University och forskare i indoiranska språk. Han blev särskilt uppmärksammad för sin grammatik i avestiska språket. Undervisning i iranistik som tvärvetenskapligt ämne har funnits i USA sedan 1950-talet då Richard N. Frye inrättade ämnet vid Harvard University. I dag bedrivs iranistik vid flera amerikanska universitet, såsom Columbia University, UCLA och Stanford University. Till de främsta amerikanska iranisterna hör Ehsan Yarshater, Rudolph Matthee, David Stronach och Touraj Daryaee. Ehsan Yarshater var fram till sin död 2018 verksam vid Columbia University och redaktör för Encyclopaedia Iranica som är ett viktigt referensverk på engelska om de iranska folkens språk, kultur och historia.

## Iranistik i Norden
I Sverige bedrivs iranistik, eller universitetsämnet iranska språk, vid Uppsala universitet. Berömda svenska iranister är H.S. Nyberg, Davoud Monchi-Zadeh, Bo Utas, Carina Jahani och Ashk Dahlén. Hit kan man även räkna Stig Wikander som skrivit böcker om Anahita, den iranska eldkulten och ariska mannaförbund i det forntida Iran, Geo Widengren som studerat den iranska Mithrakulten, profeten Mani och manikeismen, och iranska apokalypsföreställningar, samt Ture J:son Arne och Carl Nylander som gjort inträngande studier inom iransk arkeologi.
Professur i iranistik finns vid Uppsala universitet och den nuvarande professorn heter Carina Jahani. Andra personer som bidragit till att introducera iransk kultur och historia i Sverige är religionsvetarna Anders Hultgård och Gudmar Aneer, konsthistorikern Karin Ådahl och historikerna Åke Ohlmarks, Mohammad Fazlhashemi och Michael Nordberg. Eric Hermelin överatte under 1900-talets första hälft flera av den iranska litteraturens klassiker till svenska.
Det finns en professur i iranistik vid Köpenhamns universitet och undervisning i iranska språk ges även vid Universitetet i Oslo och Helsingfors universitet. I Norge har iranistiken av tradition varit inriktad på klassisk persisk litteratur, prosodi och östiranska språk. I Danmark har man utmärkt sig inom forskningen om det antika Irans språk, historia och kulturer samt modern persisk litteratur.